# ロビー・キーン
ロビー・キーンこと、ロバート・デイヴィッド・キーン（Robert David "Robbie" Keane, 1980年7月8日 - ）は、アイルランド共和国ダブリン出身の元サッカー選手。ポジションはフォワード。
アイルランド代表の最多出場記録、最多得点記録を持つ。ちなみに「キーノ」という愛称、姓ともにロイ・キーンと同じだが、血縁関係は全く無い。

## クラブ経歴
1997年にウルヴァーハンプトン・ワンダラーズFCの下部組織でキャリアをスタート。コヴェントリー・シティFCで頭角を現し、2000年8月1日にインテル・ミラノに移籍。しかしイタリアのサッカーには馴染めず、（カップ戦で1ゴールを挙げたのみ）半年でイングランドに戻り、2000年12月31日にリーズ・ユナイテッドAFCにレンタル移籍。当時全盛期にあったリーズの中では出場機会を掴むと復調を果たした。2001年8月1日に完全移籍。
2002年のワールドカップでの活躍後、8月31日にトッテナム・ホットスパーFCに移籍。移籍当初は全く手が合わないフレデリック・カヌーテやテディ・シェリンガムとのコンビネーションに苦しみ、放出は時間の問題かと思われたが、放出されたのはカヌーテやシェリンガムであった。その後もミド、ジャーメイン・デフォーなど決して相性が良いとは言えないストライカーたちと併用されつつも着実に結果を出し、2006-07シーズンからは副将として、キングが出ていない試合ではキャプテン・マークを巻いている。
トットナム移籍後は、ターンオーバー制による出場機会の限界に加えて好不調の波はありつつも、シーズン終了時にはリーグ戦とカップ戦合わせて10点台中盤から後半の得点を上げている。また2006-07シーズンは合計22得点と、デビュー以来最高の成績を残した。2007-08シーズンはディミタール・ベルバトフとともに先発の位置を完全に手中に収めたため、同じタイプのライバルであったデフォーは2008年1月31日にポーツマスFCへの移籍を余儀なくされた。
2007年12月26日のフラムFC戦にてプレミアリーグ通算100ゴールを記録。
2008年7月28日、少年時代からの憧れであったリバプールFCに移籍金1900万ポンド前後で移籍。背番号は7。
しかしリバプール移籍後は目立った活躍ができず、2009年2月1日のにトッテナムへと復帰した。リバプール在籍はわずか半年あまりだった。移籍金は1500万ポンド前後と推測されている。スパーズ復帰直後にハリー・レドナップ監督から主将に指名される。2009-10シーズンは、シーズン序盤こそデフォーとの2トップでスタメン出場しバーンリー戦で4得点するなどしていたが、以後はパフォーマンスも上がらず、レドナップ監督のファーストチョイスが、デフォーとピーター・クラウチの2トップにシフトし、スタメンでの出場機会を失っていった。1月には、放出が予想されていたロマン・パヴリュチェンコとチームが再契約、更にはASモナコからエイドゥル・グジョンセンのレンタル移籍での加入も決まると、スタメン出場を保証することができなくなったレドナップ監督も容認しコンスタントな出場を求め2010年2月1日にセルティックFCへのレンタル移籍が決まった。契約期間は半年間。
合流直後の2月2日のキルマーノックFCとのアウェー戦でスタメンデビューを果たすと、続く7日のダンファームリン・アスレティックFCとのスコティッシュカップ5回戦でPKを決め、移籍後初得点をマークした。その後もコンスタントにゴールを重ね、リーグ戦で12得点（16試合）をマークしたが、シーズン終了後トッテナムへ復帰した。
しかし復帰後もなかなか出場機会を得られず2011年1月31日に当時最下位に低迷していたウェストハム・ユナイテッドFCにレンタルされる。デビュー戦のブラックプールFC戦で2点目となる得点をし、1-3でチームの勝利に貢献した。しかしチームの降格は食い止められず、自身も9試合の出場で2得点と不完全燃焼に終わった。
2011年8月16日、350万ポンドでロサンゼルス・ギャラクシーに移籍。
2012年1月11日にアストン・ヴィラFCにレンタル移籍。
2017年8月4日、テディ・シェリンガムが監督を務めるインディアン・スーパーリーグのATKに移籍した。2018年3月からは選手兼任監督となった。

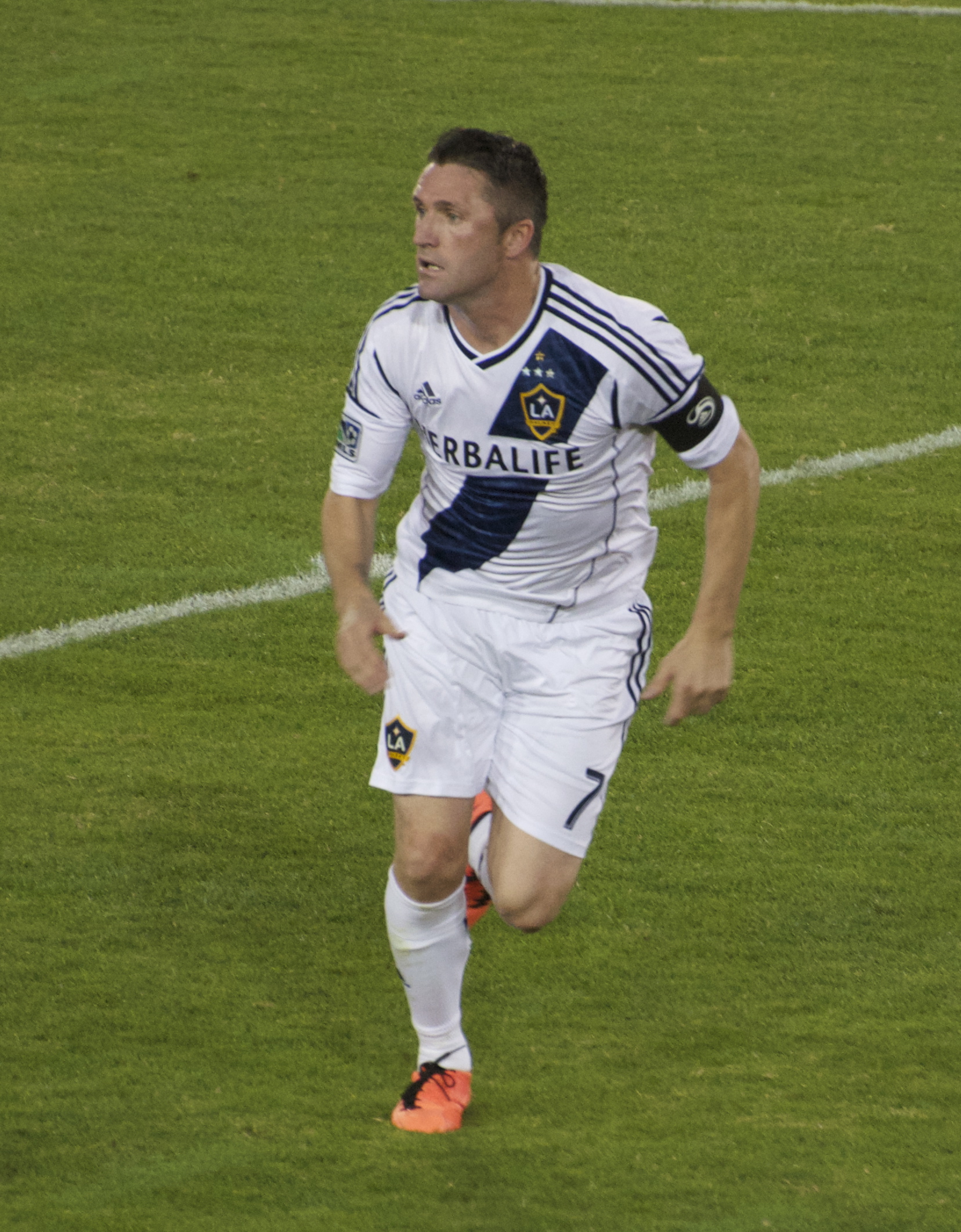
ロサンゼルス・ギャラクシーでのキーン（2013年）

2018年11月28日、現役引退を表明した。

## 代表経歴
1998年3月25日の対チェコ戦で、史上最年少記録の17歳でアイルランドA代表デビュー。1999年にワールドユース選手権に出場。2002年日韓W杯では3得点を挙げ、アイルランド代表のベスト16入りに貢献した。特にグループリーグでのドイツ戦ではロスタイムに同点弾を決め、強烈な印象を残した（この時のドイツゴールキーパーは、大会MVPに輝いたオリバー・カーン）。2006年には代表引退したケニー・カニンガムから、アイルランド代表の主将を引き継いだ。現在代表の最多得点記録保持者である。

## エピソード
- 側転した後に続けて前転をする独特のゴールセレブレーションを行う[4]。

- 日韓W杯でアイルランド代表として訪日した際、宿泊先の出雲ロイヤルホテルのロビーにてふざけてボールを蹴ったところ、シャンデリアに直撃し破損させてしまった。キーンはすぐさま謝罪し弁償すると申し出たが、大きな損傷ではなかったためか、ホテル側は「シャンデリアにサインをして頂くだけで良い」と咎めなかった[5]。"Sorry"の言葉とキーンのサインが書かれたシャンデリアは日韓W杯後も記念として飾られていたが、2011年現在は既に撤去されており、サイン入りメンバー表やホテル前で撮影された記念写真のみが展示されている[6]。

## 代表歴

### 出場大会
- アイルランド代表
  - 2002 FIFAワールドカップ

### 試合数
- 国際Aマッチ 146試合 68得点（1998年-2016年）[7]

| アイルランド代表 | 国際Aマッチ | 国際Aマッチ |
| 年               | 出場        | 得点        |
| ---------------- | ----------- | ----------- |
| 1998             | 5           | 2           |
| 1999             | 8           | 3           |
| 2000             | 9           | 2           |
| 2001             | 7           | 1           |
| 2002             | 11          | 6           |
| 2003             | 7           | 4           |
| 2004             | 10          | 6           |
| 2005             | 7           | 1           |
| 2006             | 6           | 4           |
| 2007             | 8           | 3           |
| 2008             | 7           | 3           |
| 2009             | 11          | 6           |
| 2010             | 8           | 4           |
| 2011             | 10          | 8           |
| 2012             | 8           | 1           |
| 2013             | 9           | 8           |
| 2014             | 7           | 3           |
| 2015             | 5           | 2           |
| 2016             | 3           | 1           |
| 通算             | 146         | 68          |

## タイトル

### クラブ
トッテナム・ホットスパー
- EFLカップ：2007-2008

ロサンゼルス・ギャラクシー
- MLSカップ：2011, 2012, 2014
- サポーターズ・シールド：2011

### 代表
- UEFA U-19欧州選手権：1998

### 個人
ロサンゼルス・ギャラクシー
- MLSベストイレブン：2012, 2013, 2014, 2015
- メジャーリーグサッカー 最優秀選手賞：2014